# هایدن کریستنسن
هایدن کریستنسن (به انگلیسی: Hayden Christensen؛ زادهٔ ۱۹ آوریل ۱۹۸۱) بازیگر کانادایی است. او بیشتر به خاطر ایفای نقش آناکین اسکای‌واکر / دارث ویدر در فرنچایز رسانه‌ای جنگ ستارگان شناخته شده است. او بازیگری را از ۱۳ سالگی با بازی در چندین برنامه تلویزیونی شروع کرده و در اواسط دهه ۱۹۹۰ به بازی در برنامه‌های تلویزیونی آمریکا روی آورد. منتقدان بازی هایدن کریستنسن برای زندگی به عنوان یک خانه (۲۰۰۱) در نقش سام مونرو را ستودند. کریستنسن برای بازی در این نقش، نامزد دریافت جایزه گلدن گلوب بهترین بازیگر نقش مکمل مرد و جایزه انجمن بازیگران فیلم شد.
کریستنسن برای بازی در نقش آناکین اسکای‌واکر / دارث ویدر در جنگ ستارگان: قسمت دوم – حمله کلون‌ها (۲۰۰۲) و جنگ ستارگان: قسمت سوم – انتقام سیت (۲۰۰۵) ساختهٔ جرج لوکاس شناخته شده است، و بعدها نیز نقش خود را در مجموعه‌های تلویزیونی دیزنی پلاس شامل اوبی وان کنوبی (۲۰۲۲) و آسوکا (۲۰۲۳) تکرار کرد. او برای نقش‌آفرینی در این فیلم‌ها برنده جایزه شوپارد و نامزد دریافت جایزه ساترن شد. او این نقش را در چندین رسانهٔ دیگر از این مجموعه بازآفرینی کرد.

## فیلم‌شناسی

### فیلم
| عنوان                               | سال  | نقش(ها)                    | کارگردان(ها)           | توضیحات                                   | م.          |
| ----------------------------------- | ---- | -------------------------- | ---------------------- | ----------------------------------------- | ----------- |
| در کام جنون                         | ۱۹۹۵ | پسر کاغذی                  | جان کارپنتر            |                                           | [ ۲ ] [ ۳ ] |
| عشق بیشتر از این نیست               | ۱۹۹۵ | تدی وینفیلد                | ریچارد تی هفرون        |                                           | [ ۴ ]       |
| قانون خیابان                        | ۱۹۹۵ | جان ریان                   | دانیان لی              |                                           | [ ۵ ]       |
| تنها کاری که می‌خواهم انجام دهم      | ۱۹۹۸ |                            | سارا کرنوچان           |                                           | [ ۶ ]       |
| خودکشی باکره‌ها                      | ۱۹۹۹ | جک هیل                     | سوفیا کوپولا           |                                           | [ ۷ ]       |
| سقوط آزاد                           | ۱۹۹۹ | پاتریک برنان               | ماریو آتزوپاردی        |                                           | [ ۸ ]       |
| زندگی به عنوان یک خانه              | ۲۰۰۱ | سم مونرو                   | اروین وینکلر           |                                           | [ ۹ ]       |
| جنگ ستارگان: قسمت دوم – حمله کلون‌ها | ۲۰۰۲ | آناکین اسکای‌واکر           | جرج لوکاس              |                                           | [ ۱۰ ]      |
| شیشه شکسته                          | ۲۰۰۳ | استیفن گلس                 | بیلی ری                |                                           | [ ۱۱ ]      |
| بازگشت جدای                         | ۲۰۰۴ | آناکین اسکای‌واکر           | جرج لوکاس              | دی‌وی‌دی                                    |             |
| جنگ ستارگان: قسمت سوم – انتقام سیت  | ۲۰۰۵ | آناکین اسکای‌واکر/دارت ویدر | جرج لوکاس              |                                           | [ ۱۲ ]      |
| دختر کارخانه‌ای                      | ۲۰۰۶ | بیلی کویین                 | جورج هیکنلوپر          |                                           |             |
| بیدار                               | ۲۰۰۷ | کلی برسفورد                | جوبی هارولد            |                                           |             |
| سرزمین باکره‌ها                      | ۲۰۰۷ | لرنزو د لامبرتی            | دیوید لیلند            |                                           |             |
| جهنده                               | ۲۰۰۸ | دیوید رایس                 | داگ لیمان              |                                           |             |
| نیویورک، دوستت دارم                 | ۲۰۰۹ | بن                         | متنوع                  | وی در بخشی به کارگردانی جیانگ ون حاضر شد. | [ ۱۳ ]      |
| سارقان                              | ۲۰۱۰ | ای‌جی                       | جان لویسنهاپ           |                                           |             |
| ناپدید شدن در خیابان هفتم           | ۲۰۱۰ | جک ریدر                    | برد اندرسون            |                                           |             |
| کاوش کوانتومی: سفر فضایی کاسینی     | ۲۰۱۰ | جامر                       | دانیل سنت پیر هری کلور | صدا                                       |             |
| رانده‌شده                            | ۲۰۱۴ | جیکوب                      | نیک پاول               |                                           |             |
| سرقت آمریکایی                       | ۲۰۱۴ | جیمز کللی                  | ساریک آندرئاسیان       |                                           |             |
| نود دقیقه در بهشت                   | ۲۰۱۵ | دان پیپر                   | مایکل پولیش            |                                           |             |
| انفجار                              | ۲۰۱۶ | —                          | آدام آلکسا             | تهیه‌کننده اجرایی                          |             |
| اولین قتل                           | ۲۰۱۷ | بیلی                       | استیون سی میلر         |                                           |             |
| آخرین مرد                           | ۲۰۱۸ | کورت                       | هارالد براون           |                                           |             |
| ایتالیای کوچک                       | ۲۰۱۸ | لئو کامپو                  | دونالد پتری            |                                           |             |
| جنگ ستارگان: خیزش اسکای‌واکر         | ۲۰۱۹ | آناکین اسکای‌واکر           | جی.جی. آبرامز          | صدا                                       |             |

### تلویزیون
| عنوان                        | سال  | نقش                            | توضیحات                                    | منبع |
| ---------------------------- | ---- | ------------------------------ | ------------------------------------------ | ---- |
| احساسات خانوادگی             | ۱۹۹۳ | Skip McDeere                   | اپیزود ناشناس                              |      |
| عشق و خیانت: داستان میا فررو | ۱۹۹۵ | فلتچر                          | فیلم تلویزیونی                             |      |
| هریسون برگرن                 | ۱۹۹۵ | اریک                           | فیلم تلویزیونی                             |      |
| عشق بیشتر از این نیست        | ۱۹۹۶ | تدی وینفیلد                    | فیلم تلویزیونی                             |      |
| همیشه شوالیه                 | ۱۹۹۶ | آندر                           | اپیزود: «بت سقوط‌کرده»                      |      |
| Goosebumps                   | ۱۹۹۷ | زِین                            | اپیزود: «شب خل‌های زنده ۳»                  |      |
| کودکان واقعی، ماجراهای واقعی | ۱۹۹۹ | الی گودرن                      | اپیزود: "Paralyzed: The Eli Goodner Story" |      |
| آیا از تاریکی هراس دارید؟    | ۱۹۹۹ | کریک                           | اپیزود: "The Tale of Bigfoot Ridge"        |      |
| جت جکسون مشهور               | ۱۹۹۹ | استیون                         | اپیزود: "Popularity"                       |      |
| به دام افتاده در فضایی بنفش  | ۲۰۰۰ | اورین کریگ                     | فیلم تلویزیونی                             |      |
| زمین بالاتر                  | ۲۰۰۰ | اسکات بارینگر                  | ۲۲ اپیزود                                  |      |
| شورشیان جنگ ستارگان          | ۲۰۱۸ | آناکین اسکای واکر (صدا آرشیوی) | اپیزود: «دنیایی بین دنیاها»                |      |
| جنگ ستارگان: جنگ‌های کلون     | ۲۰۲۰ | آناکین اسکای واکر (صدا آرشیوی) | اپیزود: «شکسته»                            |      |
| اوبی‌وان کنوبی                | ۲۰۲۲ | دارث ویدر                      |                                            |      |
| آسوکا                        | ۲۰۲۳ | آناکین اسکای‌واکر / دارث ویدر   |                                            |      |

## جایزه‌ها و نامزدی‌ها
| جایزه                             | سال  | کار                                 | دسته                                       | نتیجه    | م.     |
| --------------------------------- | ---- | ----------------------------------- | ------------------------------------------ | -------- | ------ |
| جشنواره فیلم کن                   | ۲۰۰۲ | جنگ ستارگان: قسمت دوم - حمله کلون‌ها | جایزه شوپارد                               | برنده    | [ ۱۴ ] |
| انجمن منتقدان فیلم شیکاگو         | ۲۰۰۲ | زندگی به عنوان یک خانه              | امیدبخش‌ترین بازیگر                         | نامزدشده | [ ۱۵ ] |
| انجمن منتقدان فیلم دالاس‌فورت وورث | ۲۰۰۲ | زندگی به عنوان یک خانه              | بهترین بازیگر نقش مکمل مرد                 | نامزدشده | [ ۱۶ ] |
| جایزه گلدن گلوب                   | ۲۰۰۲ | زندگی به عنوان یک خانه              | بهترین بازیگر نقش مکمل مرد                 | نامزدشده | [ ۱۷ ] |
| جایزه تمشک طلایی                  | ۲۰۰۳ | جنگ ستارگان: قسمت دوم - حمله کلون‌ها | بدترین زوج صحنه (همراه با ناتالی پورتمن)   | نامزدشده | [ ۱۸ ] |
| جایزه تمشک طلایی                  | ۲۰۰۳ | جنگ ستارگان: قسمت دوم - حمله کلون‌ها | بدترین بازیگر مکمل مرد                     | برنده    | [ ۱۸ ] |
| جایزه تمشک طلایی                  | ۲۰۰۶ | جنگ ستارگان قسمت سوم: انتقام سیت    | بدترین بازیگر مکمل مرد                     | برنده    | [ ۱۹ ] |
| جایزه تمشک طلایی                  | ۲۰۰۸ | بیدار                               | بدترین گروهچه صحنه (همراه با جسیکا آلبا)   | نامزدشده |        |
| جشنواره بین‌المللی فیلم لاس پالماس | ۲۰۰۴ | شیشه شکسته                          | بهترین بازیگر (همراه با پیتر سارسگارد)     | برنده    |        |
| جایزه سینمایی ام‌تی‌وی              | ۲۰۰۶ | جنگ ستارگان قسمت سوم: انتقام سیت    | بهترین نقش منفی                            | برنده    | [ ۲۰ ] |
| جایزه سینمایی ام‌تی‌وی              | ۲۰۰۶ | جنگ ستارگان قسمت سوم: انتقام سیت    | بهترین مبارزه (همراه با ایوان مک‌گرگور)     | نامزدشده | [ ۲۰ ] |
| جایزه سینمایی ام‌تی‌وی              | ۲۰۰۸ | جهنده                               | بهترین مبارزه (همراه با جیمی بل)           | نامزدشده | [ ۲۱ ] |
| هیئت ملی بازبینی فیلم             | ۲۰۰۱ | زندگی به عنوان یک خانه              | بهترین پیشرفت غیرمنتظره توسط یک بازیگر مرد | برنده    |        |
| جامعه آنلاین منتقدان فیلم         | ۲۰۰۲ | زندگی به عنوان یک خانه              | بهترین پیشرفت غیرمنتظره                    | نامزدشده |        |
| جایزه ستلایت                      | ۲۰۰۳ | شیشه شکسته                          | بهترین بازیگر مرد – فیلم                   | نامزدشده |        |
| جایزه ساترن                       | ۲۰۰۳ | جنگ ستارگان: قسمت دوم - حمله کلون‌ها | بهترین اجرا توسط یک بازیگر مرد جوان        | نامزدشده | [ ۲۲ ] |
| جایزه ساترن                       | ۲۰۰۶ | جنگ ستارگان قسمت سوم: انتقام سیت    | بهترین بازیگر مرد                          | نامزدشده | [ ۲۳ ] |
| جایزه انجمن بازیگران فیلم         | ۲۰۰۱ | زندگی به عنوان یک خانه              | اجرای برجسته یک بازیگر نقش مکمل مرد        | نامزدشده | [ ۲۴ ] |
| جایزه شووست                       | ۲۰۰۵ | —                                   | ستاره مرد فردا                             | برنده    | [ ۲۵ ] |
| جوایز برگزیده نوجوانان            | ۲۰۰۲ | جنگ ستارگان: قسمت دوم - حمله کلون‌ها | بازیگر مرد اکشن برگزیده                    | نامزدشده | [ ۲۶ ] |
| جوایز برگزیده نوجوانان            | ۲۰۰۲ | جنگ ستارگان: قسمت دوم - حمله کلون‌ها | شیمی برگزیده (همراه با ناتالی پورتمن)      | نامزدشده | [ ۲۶ ] |
| جوایز برگزیده نوجوانان            | ۲۰۰۲ | جنگ ستارگان: قسمت دوم - حمله کلون‌ها | قفل‌لب برگزیده (همراه با ناتالی پورتمن)     | نامزدشده | [ ۲۶ ] |
| جوایز برگزیده نوجوانان            | ۲۰۰۲ | جنگ ستارگان: قسمت دوم - حمله کلون‌ها | ستاره پرتلاش مرد برگزیده                   | نامزدشده | [ ۲۶ ] |
| جوایز برگزیده نوجوانان            | ۲۰۰۵ | جنگ ستارگان قسمت سوم: انتقام سیت    | بازیگر مرد اکشن برگزیده                    | نامزدشده | [ ۲۷ ] |
| جوایز برگزیده نوجوانان            | ۲۰۰۵ | جنگ ستارگان قسمت سوم: انتقام سیت    | نقش منفی برگزیده                           | نامزدشده | [ ۲۷ ] |
| جوایز جوان هالیوود                | ۲۰۰۱ | زندگی به عنوان یک خانه              | یکی برای تماشا – مرد                       | برنده    |        |

## یادداشت
1. ↑  کریستنسن در نسخه دی‌وی‌دی ۲۰۰۴، جایی که آن را به جای سباستین شاو به عنوان روح آناکین اسکای واکر قرار گرفت.
2. ↑  کریستنسن دو کاراکتر در این فیلم بازی کرد.
3. ↑  این فیلم گلچینی از ۱۱ فیلم کوتاه است که هر کدام توسط کارگردان مختلفی تهیه شده‌است. کارگردان به ترتیب الفبا: فاتح آکین، ایوان آتال، رندی اسلمسیر، برادران هیوز، شونجی ایوای، میرا نایر، برت رتنر، شکهار کاپور، جوشوا مارستون، ناتالی پورتمن و جیانگ ون هستند.

## واژه‌نامه
1. ↑  No Greater Love
2. ↑  Street Law
3. ↑  All I Wanna Do
4. ↑  The Last Man